# Valherbasse
Valherbasse est une commune nouvelle française résultant de la fusion — au 1er janvier 2019 — des communes de Miribel, Montrigaud et Saint-Bonnet-de-Valclérieux, située dans le département de la Drôme, en région Auvergne-Rhône-Alpes.

## Géographie

### Localisation
La commune est située au nord de Romans. Elle est limitrophe, à l'est, du département de l'Isère.

### Relief et géologie
La rivière Herbasse a donné son nom à la commune.

### Climat
Pour des articles plus généraux, voir Climat d'Auvergne-Rhône-Alpes et Climat de la Drôme.
En 2010, le climat de la commune est de type climat des marges montargnardes, selon une étude du CNRS s'appuyant sur une série de données couvrant la période 1971-2000. En 2020, Météo-France publie une typologie des climats de la France métropolitaine dans laquelle la commune est exposée à un climat de montagne ou de marges de montagne et est dans la région climatique Moyenne vallée du Rhône, caractérisée par un bon ensoleillement en été (fraction d’insolation > 60 %), une forte amplitude thermique annuelle (4 à 20 °C), un air sec en toutes saisons, orageux en été, des vents forts (mistral), une pluviométrie élevée en automne (250 à 300 mm).
Pour la période 1971-2000, la température annuelle moyenne est de 11,3 °C, avec une amplitude thermique annuelle de 17,4 °C. Le cumul annuel moyen de précipitations est de 1 025 mm, avec 9,3 jours de précipitations en janvier et 6,2 jours en juillet. Pour la période 1991-2020, la température moyenne annuelle observée sur la station météorologique de Météo-France la plus proche, « Saint-Christophe-L_sapc »sur la commune de Saint-Christophe-et-le-Laris à 5 km à vol d'oiseau, est de 11,9 °C et le cumul annuel moyen de précipitations est de 1 004,4 mm,. Pour l'avenir, les paramètres climatiques de la commune estimés pour 2050 selon différents scénarios d'émission de gaz à effet de serre sont consultables sur un site dédié publié par Météo-France en novembre 2022.

## Urbanisme

### Typologie
Au 1er janvier 2024, Valherbasse est catégorisée commune rurale à habitat dispersé, selon la nouvelle grille communale de densité à 7 niveaux définie par l'Insee en 2022.
Elle est située hors unité urbaine. Par ailleurs la commune fait partie de l'aire d'attraction de Romans-sur-Isère, dont elle est une commune de la couronne,. Cette aire, qui regroupe 30 communes, est catégorisée dans les aires de 50 000 à moins de 200 000 habitants,.

## Toponymie

### Attestations
2019 : Valherbasse.

### Étymologie
La nouvelle commune porte le nom du val de la rivière Herbasse qui, prenant sa source sur la commune de Roybon (Isère), traverse deux des trois anciennes communes (Montrigaud et Miribel).

Un quartier est nommé Quartier de l'Herbasse sur la commune de Montrigaud.

## Histoire
Le 1er janvier 2019, les communes de Miribel, Montrigaud et Saint-Bonnet-de-Valclérieux fusionnent pour constituer la commune nouvelle de Valherbasse dont la création est actée par un arrêté préfectoral du 28 août 2018.

## Politique et administration

### Administration municipale
| Nom                         | Code Insee | Intercommunalité        | Superficie (km2) | Population (dernière pop. légale) | Densité (hab./km2) |
| --------------------------- | ---------- | ----------------------- | ---------------- | --------------------------------- | ------------------ |
| Montrigaud (siège)          | 26210      | CA Valence Romans Agglo | 28,73            | 490 (2016)                        | 17                 |
| Miribel                     | 26184      | CA Valence Romans Agglo | 6,55             | 296 (2016)                        | 45                 |
| Saint-Bonnet-de-Valclérieux | 26297      | CA Valence Romans Agglo | 8,29             | 216 (2016)                        | 26                 |

### Liste des maires
| Période                                                        | Période                        | Identité                              | Étiquette | Qualité |
| -------------------------------------------------------------- | ------------------------------ | ------------------------------------- | --------- | ------- |
| Les données manquantes sont à compléter. : depuis janvier 2019 |                                |                                       |           |         |
| 2019 (janv.)                                                   | 2020                           | René Bret                             |           |         |
| 2020                                                           | En cours (au 19 décembre 2021) | Jean-Louis Vassy[source insuffisante] |           |         |

## Population et société

### Enseignement
La commune relève de l’académie de Grenoble.

### Médias
Le territoire de la commune se situe dans l'aire de diffusion de plusieurs médias :

#### Presse écrite
- Le Dauphiné libéré, quotidien régional qui consacre, chaque jour, y compris le dimanche, dans son édition de « Romans et Drôme des collines » un ou plusieurs articles à l'actualité du canton et de la commune, ainsi que des informations sur les éventuelles manifestations locales, les travaux routiers, et autres événements divers à caractère local.
- L'Agriculture Drômoise, journal d'informations agricoles et rurales, couvre l'ensemble du département de la Drôme.
- Drôme Hebdo (ancien Peuple Libre), hebdomadaire chrétien d'informations.

#### Presse audio-visuelle
La commune est située sur l'aire de diffusion de Ici Drôme Ardèche, une radio publique également diffusée sur tout le territoire du département de la Drôme et de l'Ardèche.